# Ongulonychiurus colpus
Genre
Espèce
Ongulonychiurus colpus, unique représentant du genre Ongulonychiurus, est une espèce de collemboles de la famille des Onychiuridae.

## Distribution
Cette espèce est endémique des Asturies en  Espagne. Elle se rencontre à Cabrales dans des gouffres du sistema del Trave dans les Pics d'Europe.

## Habitat
C'est une espèce troglobie. Elle se rencontre à 550 m de profondeur.

## Description
Ongulonychiurus colpus mesure 3 mm.

## Publication originale
- Thibaud & Massoud, 1986 : Un nouveau genre d'insectes collemboles Onychiuridae cavernicoles des Picos de Europa (Espagne). Bulletin du Museum National d'Histoire Naturelle Section A Zoologie Biologie et Ecologie Animales, sér. 4, vol. 8, no 2, p. 327-331.